# 진사도서관
진사도서관은 경기도 안성시에 있는 공립 도서관이다.

## 연혁
- 2014년 3월 3일 개관.